# Радиолюбителство в България
Радиолюбителската дейност в Република България се регламентира от Техническите изисквания за осъществяване на електронни съобщения чрез радиосъоръжения от любителската радиослужба (обн. ДВ. бр. 88 от 2 ноември 2007 г., изм. ДВ. бр. 51 от 7 юли 2009 г., изм. ДВ. бр. 70 от 9 септември 2011 г.) и се контролира от Комисията за регулиране на съобщенията.
В Република България електронни съобщения чрез съоръжения от любителската радиослужба могат да се осъществяват само от лице, което притежава разрешително за правоспособност на радиолюбител или хармонизирано радиолюбителско свидетелство (HAREC), и има определен повиквателен знак. Нарушителите се наказват с лишаване от свобода до 5 години, по чл. 348 от НК.
Радиолюбителите в България са организирани в Българската федерация на радиолюбителите (на английски: Bulgarian Federation of Radio Amateurs, съкратено – BFRA). Тя е официалната организация, която представлява България в Международния радиолюбителски съюз (IARU).
Префиксът на повиквателния знак на радиолюбителите в България е LZ.

## История
Организираната радиослушателска дейност в България е основана от 38 граждани на София – електроинженери, радиотехници, кадрови военни, един търговец и един директор на строително дружество. На 5 юни 1926 г. те учредяват първия „Български радиоклуб“.
Първият българин – радиолюбител, в съвременния смисъл на думата, е Иван Пейчев. Той е участник в Септемврийското въстание и след потушаването му напуска страната и става политически емигрант в СССР. Там получава съветски радиолюбителски повиквателен знак – EU2FB. На 24 април 1938 г. Иван Джаков излъчва първото радиолюбителско повикване от територията на България, от София, в телеграфен режим по морзовата азбука, на честота 7 МХц – „CQ de LZ1ID“. Първата клубна любителска радиостанция в България започва работа на 25 декември 1949 г. с инициал LZ1AA от София. Тя е клубна радиостанция на НССТ.
На 18 януари 1956 г. LZ1KPZ за пръв път установява радиолюбителска връзка от България със Северния полюс, със съветската арктическа експедиция, с инициал „UPOL5“. На 4 октомври 1957 г. СССР пуска в орбита първият изкуствен спътник на Земята – Спутник-1. Той излъчва радиосигнали на честоти 20,005 МХц и 40,002 МХц. Сигналите на 40,002 МХц са приети от Радиоизмервателния и контролен йоносферен център в София, а тези на 20,005 МХц – от български радиолюбители от LZ1KBA, LZ2KDO, LZ2KST и други.

## Радиолюбители
Радиолюбителят има право:
1. да изгражда и/или използва любителската радиостанция;
2. да осъществява електронни съобщения чрез радиосъоръжения от любителската радиослужба според класа на разрешителното за правоспособност на радиолюбител с мощностите, в радиочестотните ленти и с класове на излъчване, дадени в приложение № 1, като спазва правилата на Международния съюз по далекосъобщенията (ITU), нормите на Закона за електронните съобщения (ЗЕС), отнасящи се до тази дейност, и тези технически изисквания;
3. радиолюбител, притежаващ радиолюбителски клас 1 и стаж минимум 5 г., има правото при участие в радиолюбителски състезания да използва радиопредавател с изходна мощност до 1000 W (30 dBW) в стационарен режим на работа и в честотните ленти съгласно приложение № 1 от определено място при спазване на нормите за електромагнитна безопасност;
4. да работи от друга любителска радиостанция в присъствието на нейния собственик (отговорник), като по време на радиовръзката предава опознавателния знак на собственика на радиостанцията, от която работи, а под дробна черта – собствения си опознавателен знак.

Радиолюбителят е длъжен:
1. да не осъществява чрез любителска радиостанция електронни съобщения по търговски начин;
2. да не приема съобщения от или да влиза във връзка с радиостанции от други радиослужби;
3. да не предизвиква умишлени смущения на зает радиочестотен канал (честота);
4. да не предава заблуждаващи сигнали за бедствие и/или други извънредни обстоятелства и сигнали, които могат да се оприличат на такива;
5. да не излъчва с мощност, по-голяма от разрешената;
6. да не излъчва носеща честота, сигнали или съобщения, ако не се е идентифицирал посредством опознавателния си знак, както и да не използва за целта чужди, недействителни или съкратени опознавателни знаци;
7. при радиообмена да не съкращава опознавателните знаци на кореспондентите си;
8. да не използва шифър и кодове (условен език), цифри, думи или съкращения, които нямат общоизвестен смисъл;
9. да не излъчва радиопрограми, реклама, музика, звукови ефекти и комбинация от тях;
10. да не предава информация с неприлично или обидно съдържание;
11. да инсталира и използва любителска радиостанция от борда на плавателен съд или въздухоплавателно средство само със съгласието на съответния капитан (командир);
12. да не ограничава или възпрепятства по какъвто и да е начин използването на любителските ретранслатори и радиофарове;
13. да препредава в реално време или на запис емисия на друг радиолюбител само с негово съгласие;
14. да спазва изискванията за електромагнитна съвместимост и качество на излъчвания сигнал;
15. да спазва нормите за електромагнитна безопасност.

## Аварийни честоти
Радиолюбителските аварийни радиочестоти от спектъра на любителската радиослужба в Република България са определени от Българската федерация на радиолюбителите за аварийна комуникация (на английски: Emergency traffic) – обмяна на радиоелектронни съобщения при кризи, бедствия и аварии. Работните аварийни честоти на различните служби за радиотелефония са както следва:
| служба     | служба                | честоти                                              | честоти                                              |                                                      |
| гражданска | гражданска            | 9-и канал (на 27,065 MHz)                            | 9-и канал (на 27,065 MHz)                            |                                                      |
| морска     | морска                | 2182 KHz                                             | 156,800 MHz                                          |                                                      |
| авиационна | гражданска            | 121,500 MHz                                          | 121,500 MHz                                          |                                                      |
| авиационна | военна                | 243,000 MHz                                          | 243,000 MHz                                          |                                                      |
| любителска | VHF (само в България) | R1                                                   | 145,025/145,625 MHz                                  |                                                      |
| любителска | VHF (само в България) | R2                                                   | 145,050/145,650 MHz                                  |                                                      |
| любителска | HF (международни)     | 3,760 MHz 7,060 MHz 14,300 MHz 18,160 MHz 21,360 MHz | 3,760 MHz 7,060 MHz 14,300 MHz 18,160 MHz 21,360 MHz | 3,760 MHz 7,060 MHz 14,300 MHz 18,160 MHz 21,360 MHz |